# Kfir Edri
Kfir Edri (hebräisch כפיר אדרי‎; * 12. Oktober 1976 in Dimona) ist ein ehemaliger israelischer Fußballspieler.
Der Mittelfeldspieler begann seine Karriere bei Hapoel Dimona. 1998 wechselte er zum Erstligisten Maccabi Tel Aviv. In der ersten Saison erreichte er mit Tel Aviv den zweiten Platz. Allerdings wurde er bei einer Dopingkontrolle positiv auf Ephedrin getestet. In der Folge wurde er für sechs Spiele gesperrt und der Klub bekam vier Punkte abgezogen. Danach schaffte Maccabi die Qualifikation für den UEFA-Pokal 1999/2000, schied dann aber in der ersten Runde gegen Celtic Glasgow aus.
2000/01 spielte er bei Aschdod und ging dann zu Hapoel Be’er Scheva, Beitar Jerusalem und 2003 zu Hapoel Tel Aviv. Mit Hapoel nahm er am UEFA-Pokal 2003/04 teil, wo in der ersten Runde gegen Gaziantepspor Schluss war. 2005 wechselte er zu Maccabi Petach Tikwa. Mit Petach Tikwa erreichte er nach Siegen gegen Bashkimi Kumanovo und Partizan Belgrad die Gruppenphase des UEFA-Pokals 2005/06, wo man dann aber chancenlos war. Dafür wurde der Klub Israelischer Pokalsieger 2006. Nach der Saison wechselte er zu Maccabi Herzlia und 2008 ging er zu Bne Jehuda Tel Aviv. Der Klub erreichte 2010 das Pokalfinale. 2014 beendete er seine Laufbahn.